# Epipona tatua
Epipona tatua är en getingart som först beskrevs av Cuv. 1797.  Epipona tatua ingår i släktet Epipona och familjen getingar. Inga underarter finns listade i Catalogue of Life.